# Blackfield V
Blackfield V è il quinto album in studio del duo art rock Blackfield, composto dall'inglese Steven Wilson e dall'israeliano Aviv Geffen. Il disco, la cui pubblicazione era prevista inizialmente per il novembre 2016, è uscito il 10 febbraio 2017 per Kscope.

## Tracce
Testi e musiche di Aviv Geffen.
1. A Drop in the Ocean – 1:23 (musica: Geffen, Wilson)
2. Family Man – 3:37
3. How Was Your Ride? – 3:58
4. We'll Never Be Apart – 2:54
5. Sorrys – 2:58
6. Life Is an Ocean – 3:26 (testo: Wilson)
7. Lately – 3:24
8. October – 3:31
9. The Jackal – 3:56
10. Salt Water – 2:39
11. Undercover Heart – 4:02
12. Lonely Soul – 3:42
13. From 44 to 48 – 4:31 (musica: Wilson)

## Formazione
- Steven Wilson – voce, chitarra, tastiera
- Aviv Geffen – voce, chitarra, tastiera
- Tomer Z – batteria
- Eran Mitelman – tastiera